# منیر حسین مانو
منیر حسین مانو (بنگالی: মনির হোসাইন؛ ۱۳ ژوئیهٔ ۱۹۵۹ – ۲۰ آوریل ۲۰۱۸) بازیکن فوتبال اهل بنگلادش بود.
وی همچنین در تیم ملی فوتبال بنگلادش بازی کرده است.
وی در مسابقات کشوری و بین‌المللی در مجموع برندهٔ ۱ مدال نقره شده است.